# Іст-Берк (Вермонт)
Іст-Берк (англ. East Burke) — переписна місцевість (CDP) в США, в окрузі Каледонія штату Вермонт. Населення — 94 особи (2020).

## Географія
Іст-Берк розташований за координатами 44°35′15″ пн. ш. 71°56′28″ зх. д. / 44.58750° пн. ш. 71.94111° зх. д. (44.587636, -71.941016).  За даними Бюро перепису населення США в 2010 році переписна місцевість мала площу 1,36 км², з яких 1,36 км² — суходіл та 0,00 км² — водойми.

## Демографія
Згідно з переписом 2010 року, у переписній місцевості мешкали 132 особи в 65 домогосподарствах у складі 28 родин. Густота населення становила 97 осіб/км².  Було 86 помешкань (63/км²).
Расовий склад населення:
| - 98,5 % — білих - 0,8 % — корінних американців - 0,8 % — азіатів |

До двох чи більше рас належало 0,0 %. Частка іспаномовних становила 0,0 % від усіх жителів.
За віковим діапазоном населення розподілялося таким чином: 19,7 % — особи молодші 18 років, 72,7 % — особи у віці 18—64 років, 7,6 % — особи у віці 65 років та старші. Медіана віку мешканця становила 37,0 року. На 100 осіб жіночої статі у переписній місцевості припадало 91,3 чоловіків;  на 100 жінок у віці від 18 років та старших — 82,8 чоловіків також старших 18 років.
Середній дохід на одне домашнє господарство  становив 83 853 долари США (медіана — 83 611), а середній дохід на одну сім'ю — 87 134 долари (медіана — 84 028). 
Цивільне працевлаштоване населення становило 58 осіб. Основні галузі зайнятості: будівництво — 32,8 %, освіта, охорона здоров'я та соціальна допомога — 20,7 %, виробництво — 17,2 %, науковці, спеціалісти, менеджери — 13,8 %.